# Mechraa Safa
Mechraa Safa (în arabă مشرع الصفاء) este o comună din provincia Tiaret, Algeria.
Populația comunei este de 16.077 de locuitori (2008).